# ФудІталія
«ФудІталія» - це назва національного проєкту, котрий був організований Торгово-промисловою палатою Італії в Україні (CCIPU) влітку 2013 року. Захід проводився під патронатом Міністерства економічного розвитку Італії та камеральної системи Італії (Unioncamere). Основна мета – збільшення  експорту італійської їжі та напоїв в Україну та боротьба з масовою підробкою цих товарів. Захід має створити такі умови, котрі допоможуть різним, як малим, так і середнім італійським виробникам, отримати вихід на іноземні ринки та значно збільшить кількість експорту та  імпорту між двома країнами - Україною та Італією. Проєкт, започаткований у 2013 році, дозволяє імпортувати продукти справжньої високої якості. Автор проєкту: президент Торгово-Промислової Палати в Україні Мауріціо Карневале. Проєкт «ФудІталія», який стартував на території України, має отримати свій розвиток і на території інших країн.

## Передісторія виникнення
Італійські товари в усьому світі відомі своєю гарною якістю. Саме тому, продукти з позначкою «Зроблено в Італії» (Made in Italy) користуються великою популярністю, і саме через великий попит на них, їх найчастіше намагаються підробити. Для того, щоб дати можливість українцям скуштувати справжню продукцію за вигідними умовами, була розроблена спеціальна програма взаємної співпраці. Для співробітництва були запрошені італійські компанії, відомі як виробники високоякісної продукції.    

## «Фудіталія» у 2013 році
2 червня 2013 року відбулась презентація проєкту «Фудіталія» у рамках заходу «Дні Італії в Україні» у період святкування Дня Республіки Італія. Організатором заходу виступила Торгово-промислова палата Італії в Україні.

## «Фудіталія» у 2014 році
На початку літа 2014 року був проведений вже щорічний проєкт «Фудіталія». Для участі у ньому організатори запросили виробників італійських продуктів, відомих своєю високою якістю. В програму проєкту також був включений дегустаційний семінар і спеціально для його проведення запросили професійного шеф-кухаря.  Італійським майстром були проведені спеціальні майстер-класи та семінари для представників сектора ХоРеКа. Італійські виробники таких товарів, як відбірні сири "Toniolo», вина марки "Teo Costa", морозиво "La Monella", ковбаси компанії "CMV", макаронні вироби та вироби з тіста марки "Casa dei Buoni",“La mia Pasta”, різноманітні види рису "S.P. La Riseria", кава “Gusto Italiano”, прошуто та сири від “Maison Bertolin”,   круасани та рогалики від “Supercroissant”, особисто приїхали в Україну для представлення своєї продукції.